# 李曜林
李曜林（1901年—1994年11月）。河北省興隆縣人。民國37年（1948年）在天津市選區當選第一屆立法委員。

## 生平[1][2]
- 國立東南大學
- 國民革命軍第五軍秘書長
- 河南密縣縣長
- 中國國民黨河北省黨部秘書
- 天津工商學院、師範學院教授
- 天津師範校長
- 天津市黨部委員
- 天津市參議會議員、駐會委員
- 革命實踐研究院教務處長
- 國防研究院副教育長
- 1994年11月在內雅圖去世，享年九十六歲[3]

## 家庭
李曜林的妻子張淑貞，是尊父母之命而迎娶的一名缠足女性。二人关系冷淡，存在家庭暴力问题，婚后不久，李到保定求学六年。
二人育有三女，二女儿李婉若，是美国首位华裔女市长。